# Tegenaria scopifera
Tegenaria scopifera és una espècie d'aranya araneomorfa de la família dels agelènids (Agelenidae). Aquesta espècie és endèmica de les illes Balears (Espanya).

## Descripció
El mascle de l'holotip fa 8,72 mm i les femelles, entre 6,56 a 10,97 mm.